# Klaus Johannis
Klaus Werner Johannis (Roemeens: Klaus Werner Iohannis) (Sibiu, 13 juni 1959) is een Roemeens politicus met Duitse voorouders. Van december 2014 to februari 2025 was hij de president van Roemenië. Johannis werd op 17 november 2014 in een nek-aan-nekrace met Victor Ponta gekozen tot president en in 2019 met 66 procent van de stemmen herkozen. Van 2000 tot 2014 was hij burgemeester van Sibiu.

## Familie en studie
Johannis is geboren in een eenvoudig gezin in Sibiu in Transsylvanië. Hij is een etnisch Duitser wat betekent dat hij afstamt van de Zevenburger Saksen die zich in de 12e en 13e eeuw in Transsylvanië vestigden. Zijn ouders migreerden in de jaren 90 naar Duitsland. Hij studeerde natuurkunde aan de Universiteit Babeș Bolyai in Cluj-Napoca.
Vanaf 1983 tot 1997 was hij docent natuurkunde op meerdere scholen in Sibiu en tot 2000 onderwijsinspecteur.

## Loopbaan

### Politieke carrière

#### Burgemeester van Sibiu
In 2000 stelde Johannis zich kandidaat voor de FDGR in Sibiu. Doel was invloed te kunnen uitoefenen in de slecht functionerende gemeenteraad, maar hij werd onverwacht in de tweede ronde met 68% van de stemmen gekozen tot burgemeester van Sibiu. Zijn tweede termijn won hij met 88,7%, zijn derde termijn met 83,2% en zijn laatste termijn als burgemeester met 77,9% van de stemmen.
In 2007 was Sibiu dankzij zijn inspanningen samen met Luxemburg de Culturele hoofdstad van Europa. Het project omvatte onder andere diverse infrastructuurprojecten in met name de oude stad en rioleringen ter waarde van 135 miljoen euro. Mede hierdoor kreeg hij een reputatie als de man die dingen voor elkaar krijgt.

#### Landelijke politiek
Van 2002 tot 2013 was Johannis voorzitter van de landelijke FDGR.
In 2009 werd hij voorgedragen als premier door een alliantie van diverse partijen, maar haalde hij het niet.
In 2014 was hij tot zijn presidentschap voorzitter van de PNL en presidentskandidaat voor de Christelijk Liberale Alliantie (ACL) bestaande uit PNL en PDL.

#### Beschuldigingen van corruptie
In 2009, tijdens de campagne voor het premierschap, werd hij beschuldigd van ambtsmisbruik bij het terugkrijgen van tijdens het communisme genationaliseerd terrein. In hoger beroep werd hij vrijgesproken.
In april 2013 werd hij beschuldigd van belangenverstrengeling als burgemeester en aandeelhouder van twee bedrijven. Hij werd hiervan vrijgesproken. Ook het hoger beroep ingesteld door het Nationaal Agentschap voor Integriteit werd door het hof van cassatie verworpen waarmee de beschuldiging definitief van de baan was.

#### President
In de eerste ronde van de Roemeense presidentsverkiezingen van 2014 behaalde hij 32 procent van de stemmen. In de tweede ronde op 16 november 2014 won hij met bijna 10 procent verschil verrassend van de zittende premier Victor Ponta. Ponta feliciteerde zijn tegenstander maar gaf aan dat hij niet zou aftreden als premier. Johannis en Ponta waren dus tot elkaar veroordeeld.
Op 21 december 2014 werd hij officieel beëdigd in het parlement. Hij volgde Traian Băsescu op als president.
Op 4 november 2015 trad Ponta alsnog af na een grote brand in een nachtclub. Cioloș, de nieuwe premier van een regering van technocraten, die daarna aantrad was door Johannis zelf uitgekozen. Hij werd door vrijwel alle partijen geaccepteerd.
Na de regeerperiode van Cioloș volgde wederom een regering van PSD. De relatie tussen de president en de regering was slecht. Johannis maakte vanaf het begin duidelijk dat hij geen premier met een strafblad zou accepteren, doelend op PSD voorzitter Liviu Dragnea. Johannis liep mee in een protest tegen de amnestiewet van 2017 van premier Grindeanu en veroordeelde het politieoptreden bij de diaspora protesten van 2018 ten tijde van de regering van Viorica Dăncilă. Tegen zijn zin was hij genoodzaakt hoofdaanklager van het anti-corruptie directoraat (DNA) Laura Codruța Kövesi te ontslaan. Op het zelfde moment als de Europese verkiezingen liet Johannis een referendum organiseren met als doel de noodverordening omtrent de amnestieverlening voor corruptie én de procedure van noodverordeningen zelf aan de kaak te stellen. Ook het voornemen van de regering Viorica Dăncilă om - in navolging van de VS onder Trump - de Roemeense ambassade te verplaatsen naar Jeruzalem kon niet op zijn goedkeuring rekenen.
Na de val van de regering van Viorica Dăncilă op 10 oktober 2019 werd er een overgangsregering gevormd rondom PNL partijleider Ludovic Orban. Op datzelfde moment vonden de presidentsverkiezingen plaats, waarbij Klaus Johannis een voor Roemenië ongekende overwinning op zijn opponent Viorica Dăncilă behaalde, met een uitslag van 66% tegen 33%. Na de parlementsverkiezingen van december 2020 trad een regering aan onder leiding van premier Florin Cîțu.
In 2020 werd Johannis vereerd met de Karelsprijs van de stad Aken.
In 2024 gaf hij aan Stoltenberg als NAVO secretaris-generaal te willen opvolgen. Daarmee zou hij een concurrent zijn van de Nederlandse demissionair premier Rutte en de Estse premier Kaja Kallas.
Anderhalve maand nadat zijn mandaat officieel afgelopen was, zette Klaus Iohannis een stap opzij.. Hij werd opgevolgd door interim premier Ilie Bolojan.
- Gemeinsame Normdatei: 106274649X
- International Standard Name Identifier: 0000 0004 4774 1084
- Library of Congress Control Number: nb2015016913
- Nationale Bibliotheek van Tsjechië: jo20181011381
- Nederlandse Thesaurus van Auteursnamen: 424292602
- Système universitaire de documentation: 241566371
- Virtual International Authority File: 315535975
- WorldCat: E39PBJd3KdYHyq7HtQMPh7ttKd